# 고노촌 (후쿠이현)
고노촌(河野村)은 후쿠이현 중앙부에 위치했던 촌이다. 2005년 1월 1일, 고노촌 및 난조군 난조정, 이마조정 등 3개 정·촌이 합병하여 미나미에치젠정이 발족하였으며, 각 정·촌은 폐지되었다.

## 지리
서쪽의 동해(와카사만)에 접해 있고 해안과 산지의 좁은 사이에 취락이 늘어서 있다.
무생시로부터 쓰루가시를 향해서 국도 8호가 통하고 있고, 거기서 북쪽으로 향해서 국도 305호가 빠져 있다. 그 2개 노선을 해안 경유로 단락하는 일반 유료 도로인 고노 해안 유료 도로(에치젠·고노 시오카제 라인)가 있었는데, 무료화되었다.

## 역사
- 1889년 4월 1일 - 정촌제 시행과 함께 11개 촌의 구역으로 성립하였다.
- 2005년 1월 1일 - 고노촌 및 이마조정, 난조정 등 3개 정·촌이 합병해 미나미에치젠정이 신설되었다. 고노촌 등은 폐지되었다.

## 경제
농업 부문에 있어서, '대일본 독농가 명감'에 따르면, 고노촌의 독농가(※열심히 농사를 짓는 사람)로는 '오카모토 곤스케, 나카무라 산노죠, 도네 유스케, 도네 산괴, 우근젠사쿠, 세토환, 가와사키 유타로, 콘도 다로자에몬, 기타노 고에몬, 미야카와 야산베, 니타니 이와키치, 오카무라 사부로에몬, 도모리 닌타로' 등이 있다.